# Tadeusz Żabski
Tadeusz Żabski (ur. 2 stycznia 1936 w Tyczynie Nowym (powiat Trembowla na Podolu), zm. 29 września 2017) – polski naukowiec, prof. dr hab., wykładowca w Instytucie Filologii Polskiej Uniwersytetu Wrocławskiego. 
W 1955 dostał się na studia polonistyczne na Uniwersytecie Wrocławskim.  W 1960 obronił z wyróżnieniem  pracę magisterską Rozprawa Norwida o Juliuszu Słowackim, napisaną pod kierunkiem prof. Bogdana Zakrzewskiego. W 1969 przedłożył bardzo wysoko ocenioną przez recenzentów dysertację Towarzystwo Literacko-Słowiańskie we Wrocławiu w pierwszym okresie działalności (1836–1860) i otrzymał stopień doktora nauk humanistycznych. Zawodową konsekwencją tego etapu kariery naukowej 
było uzyskanie stanowiska adiunkta w Instytucie Filologii Polskiej. W roku 1973 rozprawa doktorska Żabskiego została wydana drukiem jako obszerna monografia. Przez wiele lat zajmował stanowisko wicedyrektora Instytutu Filologii Polskiej Uniwersytetu Wrocławskiego oraz był prezesem Towarzystwa Przyjaciół Polonistyki Wrocławskiej. Należał do Komitetu Nauk o Literaturze Polskiej Akademii Nauk, pracował w Zakładzie Narodowym im. Ossolińskich. Tadeusz Żabski prowadził badania nad literaturą pozytywizmu i kulturą popularną, był wybitnym znawcą dziejów wrocławskiej slawistyki, a także edytorem pism Bolesława Prusa i Henryka Sienkiewicza. Autorowi Trylogii Żabski poświęcił ponadto znakomitą monografię Poglądy estetyczno-literackie Henryka Sienkiewicza (1979), która stała się podstawą jego habilitacji w 1979 roku. Rok później mianowano go docentem w Instytucie Filologii Polskiej Uniwersytetu Wrocławskiego. 
Odznaczony Krzyżem Kawalerskim Orderu Odrodzenia Polski (2005) i Złotym Krzyżem Zasługi, medalem honorowym Fundacji Sienkiewiczowskiej.

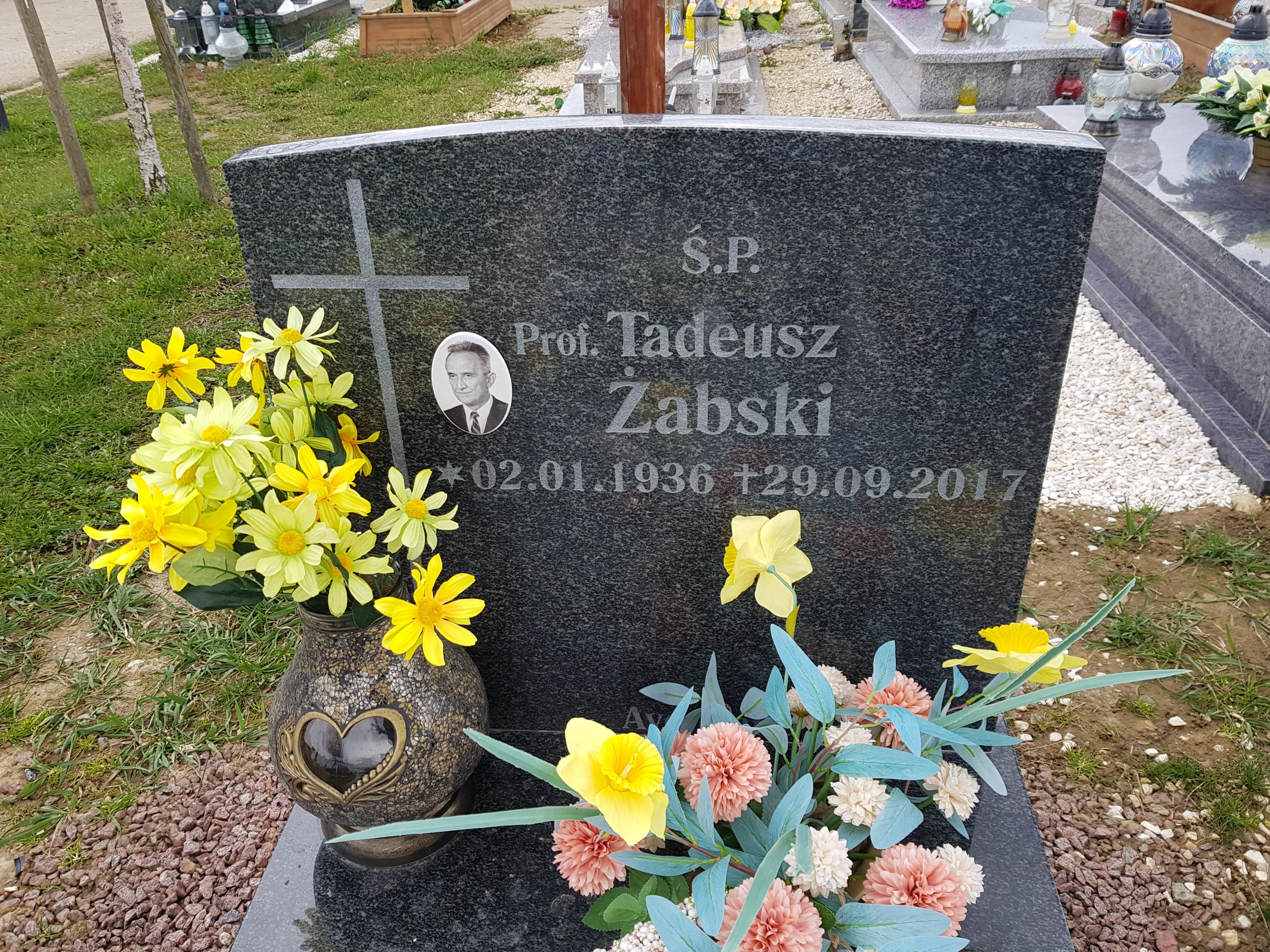
Grób prof. Tadeusza Żabskiego na Cmentarzu Komunalnym Psie Pole we Wrocławiu.

Pochowany na Cmentarzu Komunalnym Psie Pole we Wrocławiu.

## Wybrane publikacje
- Towarzystwo Literacko-Słowiańskie we Wrocławiu (1973, wspólnie z Elżbietą Achremowicz)
- Poglądy estetyczno-literackie Henryka Sienkiewicza (1979)
- Proza jarmarczna XIX wieku : próba systematyki gatunkowej (1993)
- Słownik literatury popularnej (1997, redakcja; wyd. 2, 2006)
- Sienkiewicz (1998)
- Pozytywizm (1999, wspólnie z Małgorzatą Łoboz)